# Peter Reinhold (Künstler)
Peter Reinhold (* 23. Juli 1922 in Berlin; † 29. März 2004 in Brüssow) war ein deutscher Maler und Grafiker.

## Leben und Werk
Peter Reinhold war der Sohn des Theatermalers und Grafikers Bruno Reinhold. Von 1938 bis 1941 macht er eine Ausbildung zum Theatermaler bei Ernst Ruff, Voll & Co in Berlin. Daneben besuchte er die Abendschule der Meisterschule des Deutschen Handwerks und hospitierte er in der Anatomieklasse an der Berliner Hochschule für Bildende Künste. 1942 bis 1944 war Reinhold als Sanitäter im Lazarett Bergen im Militärdienst. Wegen einer schweren Tuberkuloseinfektion kehrte er 1944 nach Berlin zurück.
1946 bis 1949 studierte er in der ersten Nachkriegsklasse an der Berliner Hochschule für Bildende Künste Malerei bei Karl Schmidt-Rottluff und Max Kaus, Grafik bei Friedrich Stabenau (1900–1980) und Kunstgeschichte bei Will Grohmann. Bei Kaus war er auch Hospitant. Ab 1949 arbeitete Reinhold in Berlin als freischaffender Maler und Grafiker. 
„Als Maler in einer Tradition, die noch Fertigkeiten in allen Sparten vermittelte, schuf Peter Reinhold Ölbilder, Aquarelle, Zeichnungen, Frottagen, Lithographien, Holzschnitte, Graphiken, Collagen und Skulpturen mit vielerlei Materialien.“ Er geriet jedoch seit dem Formalismus-Streit zunehmend in wirtschaftliche Schwierigkeiten. Deshalb arbeitete er zum Broterwerb von 1956 bis 1957 als Theatermaler an der Staatsoper Berlin. 1953 heiratete er die polnische Übersetzerin Ilona Szulc. 1957 wurde ihre Tochter Daniela geboren. Seine Frau verstarb 1988.
Von 1957 bis 1981 war Reinhold bei Walter Felsenstein Cheftheatermaler an der Komischen Oper Berlin und danach noch über zehn Jahre künstlerischer Berater. Von 1975 bis 1981 hatte er an der Hochschule für Bildende Künste Dresden eine Lehrertätigkeit im Fach Bühnenbild/Theatermalerei. 1990 heiratete er die Musikwissenschaftlerin Heike Bartnig. 1994 wurde ihre Tochter Rose-Maria geboren.
Seit den 60er Jahren unternahm er mehrfach Reisen nach Polen, 1990 fuhr er erstmals nach dem Krieg wieder nach Bergen. 1990 bis 1998 folgten Studienreisen nach Israel, Italien und Frankreich, 1996 eine Reise in die Lofoten.
Ab 1992 war Reinhold mit seiner Frau an einem gemeinschaftlichen Wohn- und Lebensprojekt bei Wallmow beteiligt. Sein Arbeitsort blieb aber weiterhin Berlin. 2004 zogen beide in das Pflegeheim der Stefanus-Stiftung in Brüssow.
Zu den letzten künstlerischen Arbeiten Reinholds gehörten 1991 bis 1993 Diaprojektionsexperimente (Miniaturgrafik und -malerei auf Zelluloid mit Musik), sogenannte Mixed-Media.

## Mitgliedschaften
- 1950–1990: Verband Bildender Künstler der DDR
- 1990–1998: Berufsverband Bildender Künstler (BBK)

## Werke (Auswahl)
- Bertolt Brecht (Holzschnitt, 1950)[2]
- Trümmerverladestelle Waisenbrücke Berlin (Öl, 71 × 110 cm; mit Bruno Reinhold; auf der 3. Deutschen Kunstausstellung)[3]
- Robert-Koch-Platz bei den Weltfestspielen 1951 (Öl, 1952)[4][5]

- Abendstimmung (Pastell, 66 × 56 cm; 1952 auf der Ausstellung „Berliner Künstler“)
- Herbstabend am Wechowsee (Pastell, 58 × 68 cm; auf der Ausstellung „Berliner Künstler“)

## Ausstellungen (unvollständig)

### Personalausstellungen
- 1968: Berlin, Galerie im Club der Kulturschaffenden „Johannes R. Becher“ („Blick ins Atelier“)
- 1979: Berlin, Komische Oper („Komponisten des 20. Jahrhunderts“)
- 1982: Berlin, Galerie am Prater („Peter Reinhold zum 60. Geburtstag“)
- 1990: Berlin, Galerie KIK / Klub Inteligencji Katolickiej („Bilder – Obrazy“)
- 1994: Ostrów Wielkopolski, Galeria Sztuki Wspólczesnej (Malerei und Grafik)
- 2011: Grimme, Kunsthof Barna von Sartory (Gedenkausstellung. Malerei und Grafik)
- 2012: Brüssow, Kulturhaus Kino Brüssow („Erbe der Klassischen Moderne“)
- 2015: Grimme, Kunsthof Barna von Sartory („Aus dem künstlerischen Erbe“)
- 2017: Glogowek, Regionalmuseum („Polyphonie, Inspiracje Muzyczne.“)

### Teilnahme an zentralen und wichtigen regionalen Ausstellungen in der DDR
- 1951/1952: Berlin, Museumsbau am Kupfergraben („Künstler schaffen für den Frieden“)
- 1952: Bautzen, Görlitz und Zittau („Berliner Künstler“)
- 1953: Dresden, Dritte Deutsche Kunstausstellung
- 1960: Berlin, Pavillon der Kunst („Ausstellung zum 15. Jahrestag der Befreiung“)
- 1975: Berlin, Bezirkskunstausstellung